# آمادوکوس اول
آمادوکوس فرمانروای تراکیه از ۴۱۰ تا اوایل قرن ۴ پیش از میلاد بود. او دوستِ آلکیبیاد خائن بود که آتن را در جنگ پلوپونز به نابودی کشاند. او در دوران حکومتش، از جانب تریبالی‌ها مورد حملات زیادی قرار گرفت و بخش زیادی از قلمروش را از دست داد.
او در آغاز حکومتش، سیوتس دوم را به فرمانروایی بخشی از قلمرو خود منصوب کرد. آمادوکس و سیوتس در ۴۰۰ ق. م. که گزنفون، مورخ یونانی، از تراکیه بازدید کرد، قدرتمندترین شاهزادگان کشور بودند.
آمادوکس سرانجام در حدود ۳۹۰ ق. م. بر اثر مرگ طبیعی درگذشت.